# Gruszczyce
Gruszczyce – wieś w Polsce, położona w województwie łódzkim, w powiecie sieradzkim, w gminie Błaszki.
W latach 1954–1972 wieś należała i była siedzibą władz gromady Gruszczyce. W latach 1975–1998 wieś administracyjnie należała do województwa sieradzkiego.
W latach 1973–1976 miejscowość była siedzibą gminy Gruszczyce. 

## Integralne część wsi
| SIMC    | Nazwa                 | Rodzaj    |
| ------- | --------------------- | --------- |
| 0697917 | Adamczyki             | część wsi |
| 0697923 | Aleksandria           | część wsi |
| 1041047 | Baby                  | część wsi |
| 0697930 | Gruszczyce Poduchowne | część wsi |
| 0697946 | Kazanka               | część wsi |
| 0697952 | Olszynki              | część wsi |

## Historia
Gruszyce pojawiły się w źródłach pisanych w 1392 r., kiedy to wspomniano Zawiszę – dziedzica Gruszczyc. Gruszczyce od XII do XVII w. stanowiły ośrodek dużego klucza majątkowego rodziny Gruszczyńskich herbu Poraj. Majątek Gruszczyńskich na terenie województwa sieradzkiego składał się z ponad 10 wsi, a także licznych dzierżaw królewszczyzn. W rękach Gruszczyńskich majątek pozostawał zapewne do poł. XVIII w.
Ród Gruszczyńskich h. Poraj odegrał ważną rolę w życiu politycznym Rzeczypospolitej, zwłaszcza w XV i XVI w. Syn chorążego sieradzkiego Jana z Gruszczyc – również Jan Gruszczyński (1405–1473) był abp. gnieźnieńskim i kanclerzem wielkim koronnym. Dzisiaj po dawnej rezydencji Gruszczyńskich, niegdyś obronnym gródku, pozostał tylko kopiec wśród łąk. Po Gruszczyńskich rezydowali tutaj: Świętosław Zajączek h. Świnka, Sokołowscy, Bartochowscy, Korzenieccy, Radoszewscy i Grodziccy, z których Filip, pozbawiony majątku, został zesłany na Sybir, ponieważ jako uczestnik powstania listopadowego pomagał po upadku powstania uczestnikom wyprawy płk Józefa Zaliwskiego do Królestwa Polskiego. Skonfiskowany majątek Filipa wykupiła na licytacji jego siostra i odsprzedała Wilhelmowi Neugebauerowi. Jego syn Rudolf na początku powstania styczniowego zorganizował w swoim dworze spotkanie ziemian, w którym uczestniczył płk Bronisław Rudzki. O tym spotkaniu doniósł Rosjanom szlachcic Bogatko z Morawek. Dwór został otoczony, a płk B. Rudzki popełnił samobójstwo. Ostatnimi właścicielami Gruszczyc byli Paciorkowscy i Stefańscy.

## Zabytki
We wsi znajduje się drewniany kościół pw. św. Stanisława z 1750 r. Budowla o konstrukcji zrębowej, oszalowana. Na belce tęczowej krucyfiks barokowy z XVII w. Ołtarz główny późnobarokowy o dekoracji rokokowej. Dwa ołtarze boczne rokokowe. Drzwi do zakrystii z pierwotnym zamkiem i okuciami. Na cmentarzu (po lewej str. alejki) grób płk. Bronisława Rudzkiego, wojskowego naczelnika powstania styczniowego w województwie kaliskim. Na miejscu dawnego dworu stoi szkoła. W podworskim parku pomniki przyrody. Przez wieś wiedzie szlak pieszy „Powstańców 1863 r.” Na skraju dawnego parku znajduje się także grodzisko stożkowate, z okresu II poł. XIV-I ćwierci XVI w.
Na cmentarzu grób pułkownika Bronisława Rudzkiego, wojskowego naczelnika powstania styczniowego 1863 r. w województwie kaliskim.
Według rejestru zabytków NID na listę zabytków wpisany jest obiekt:
- kościół parafialny pw. św. Stanisława, drewniany, 1790, nr rej.: 813 z 28.12.1967 oraz 17/A z 31.08.1994

## Turystyka
Przez wieś prowadzi czerwony szlak „Powstańców 1863 r.” długości 52 km z Warty do Gruszczyc.